# Liga Nacional de Handebol Masculino de 2012
A Liga Nacional de Handebol Masculino 2012 foi conquistada pela quinta vez pelo Pinheiros. A Metodista/São Bernardo ficou com o vice-campeonato.
A competição contou com sete equipes, que se enfrentaram entre si. As quatro primeiras colocadas da primeira fase jogaram em sistema de mata-mata, sendo o primeiro colocado da primeira fase contra o quarto, e o segundo colocado, contra o terceiro.

## Equipes participantes
Sete equipes participaram desta edição do campeonato: 
| Equipe Nome fantasia                               | Cidade Ginásio                                  | Temporada 2011 |
| -------------------------------------------------- | ----------------------------------------------- | -------------- |
| Itapema Itapema/Aceu/Univali/Amaj                  | Itapema Ginásio de Esportes da Univali (Itajaí) |                |
| Londrina Unopar Londrina/Sercomtel                 | Londrina Moringão                               |                |
| Força Jovem Esporte Clube Força Jovem              | Colatina Fundação Castelo Branco                |                |
| São Carlos AHB/São Carlos                          | São Carlos Milton Olaio Filho                   |                |
| EC Pinheiros                                       | São Paulo Henrique Villaboim                    | 1º             |
| ADC Metodista Metodista/São Bernardo/Besni         | São Bernardo do Campo Baetão                    | 2º             |
| Handebol Taubaté TCC/Unitau/Fecomerciários/Taubaté | Taubaté CEMTE                                   |                |